# 이카로사우루스

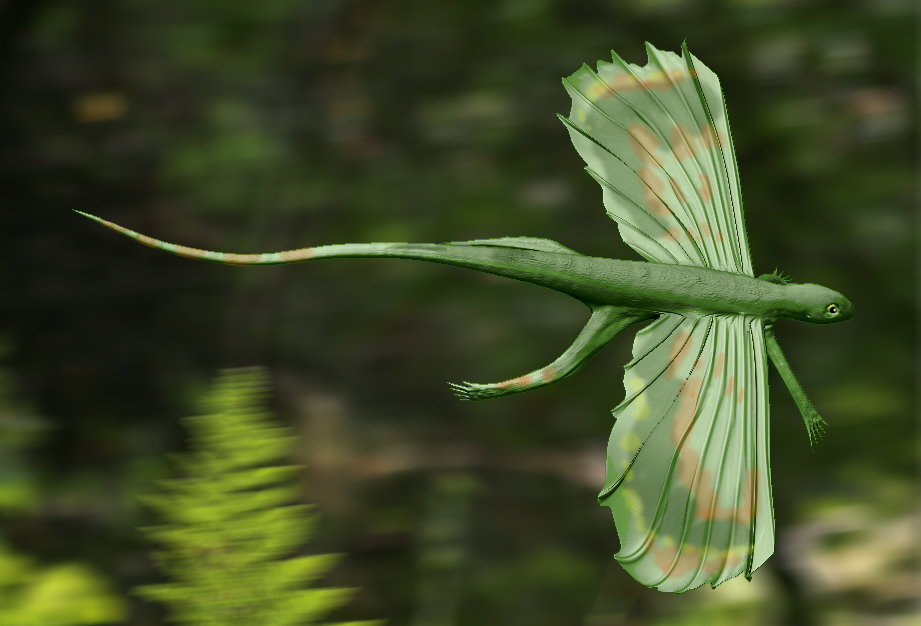

이카로사우루스(학명: Icarosaurus siefkeri)는 도마뱀아목에 쿠네오사우루스과에 속하는 도마뱀이다. 지금은 멸종된 종으로서 전체적인 몸길이가 40cm~60cm였던 작은 도마뱀에 속한다.

## 특징
이카로사우루스(이카로스 도마뱀이라는 뜻이다.)는 뉴저지 주의 트라이아스기 후기(노리아 시대) 로어 로어 로카통 형성의 쿠네오사우루스과의 파충류에 멸종된 속이다. 도마뱀과 투아타라와 밀접한 관련이 있다. 꼬리 부분과 갈비뼈 일부, 손, 다리의 일부 빠진 뼈를 기준으로 해보면 두개골에서 엉덩이까지 길이가 10cm(4인치) 정도 되는 작은 동물이었다. 친척인 쿠네오사우루스와 마찬가지로 껍질로 덮인 길쭉한 갈비뼈로 구성된 '날개'를 이용해 단거리를 활공할 수 있었다. 이러한 활공막은 상면이 볼록하고 하면이 오목하게 되어 활공하기에 적합한 단순한 공기포일 구조를 만들었을 것이다. 이 글라이딩의 방법은 코엘루로사우라부스와 현대 드라코에서도 볼 수 있는데, 둘 다 이카로사우루스와는 밀접한 관계가 있지 않다. 살아있었을 당시엔 몸의 전체가 녹색을 띄는 피부를 가진 도마뱀이였던 것으로 추정되며 양턱에는 작은 삼각형 모양의 이빨들이 나 있다. 발견된 역사를 보면 이카로사우루스에 속하는 것으로 알려진 유일한 화석 뼈는 1960년 당시엔 10대였던 알프레드 시프커에 의해 뉴저지주 노스 버겐에서 채석장을 탐험하던 중 우연히 표본을 발견한 것이다. 시프커는 확인과 준비를 위해 뉴욕의 미국 자연사 박물관의 과학자들에게 그 샘플을 가져왔다. 1966년에 고생물학자 에드윈 해리스 콜버트가 시프커를 기리기 위해 이카로사우루스 시프케리라고 이름 지었다고 서술했다. 이 화석은 AMNH의 소장품에는 1980년대 후반까지 남아 있었다. 1989년에 시프커인 그는 사적인 컬렉션의 다음 10년 동안지 않고 지킨 표본을 개간했다. 2000년에 시프커는 이 화석을 경매회사 버터필드 & 버터필드를 통해 샌프란시스코에서 경매에서 팔았는데 이 화석은 고생물학자들의 우려에도 불구하고 그는 이런 결정을 내렸다. 이 판매로 인해 이 표본을 과학 연구에 사용할 수 없게 될 수 있다는 우려에도 불구하고 시프커는 이 화석을 경매에서 팔았다. 이 화석달러에서는 16만 7천명의 딕 스파이트 캘리포니아가 평가액의 절반만을 팔았다. 같은 해에 스파이트는 이카로사우루스 홀로타입을 다시 ARBH에 기증했고, 그곳에서 2000년 10월 7일에 전시되었다. 먹이로는 당대에 서식했던 작은 동물, 곤충과 같은 육식성의 먹이에 식물의 잎이나 열매라는 채식성의 먹이까지 모두 섭이했을 잡식성의 도마뱀으로 추정되는 종이다.

## 생존시기와 서식지와 화석의 발견
이카로사우루스가 생존하던 시기는 중생대의 트라이아스기 후기로서 지금으로부터 2억년전~1억 8000만년전에 생존했었던 종이다. 생존했었던 시기에는 북아메리카를 중심으로 하는 산맥의 밀림에서 주로 서식했었던 종이다. 화석의 발견은 1966년에 미국의 트라이아스기에 형성된 지층에서 미국의 고생물학자인 알프레드 시프커에 의해 처음으로 발견되었으며 에드윈 해리스 콜버트에 의하여 종의 이름이 지어져서 새롭게 명명된 종이다.

## 같이 보기
- 파충류
- 중생대
- 트라이아스기
- 도마뱀
- 화석